# Biosfeerreservaat Tatra
Biosfeerreservaat Tatra is een grensoverschrijdend natuurreservaat dat bestaat uit het Nationaal Park Tatra van Polen en Nationaal Park Tatra van Slowakije. De twee nationale parken werden in 1992 toegevoegd aan de lijst van biosfeerreservaten onder UNESCO's Mens- en Biosfeerprogramma (MAB). Het gebied heeft een totale oppervlakte van 1.235,66 km².

## Oppervlakte
- Kernzone: (Polen: 75,48 km²; Slowakije: 494,44 km²).[1]
- Bufferzone: (Polen: 63,71 km²; Slowakije: 236,41 km²).[1]
- Overgangszone: (Polen: 39,87 km²; Slowakije: 325,75 km²).[1]

## Kenmerken
Biosfeerreservaat Tatra varieert qua hoogte tussen ±750 en 2.499 meter boven zeeniveau in Polen. In Slowakije varieert de hoogte tussen ±700 en 2.655 meter boven zeeniveau. Het gebied maakt deel uit van de Hoge Tatra dat ligt in de meest westelijke voorpost van de Karpaten. Belangrijke projecten zijn een herstelprogramma voor de steenarend (Aquila chrysaetos) en de Tatragems (Rupicapra rupicapra tatrica).
- Gemeinsame Normdatei: 4478371-1
- Virtual International Authority File: 243176445